# Архипова-фон Калманович Ганна Валеріївна
Архипова-фон Калманович Ганна Валеріївна (27 липня 1973) — радянська баскетболістка.
Бронзова призерка Олімпійських Ігор 2004 року, учасниця 2000 року.